# Acidente do Learjet 25D prefixo PT-LSD em 1996
O acidente do Learjet 25D prefixo PT-LSD em 1996, ocorrido no dia 2 de março daquele ano, foi um acidente aéreo que teve início no Aeroporto Internacional Juscelino Kubitschek, localizado em Brasília, Distrito Federal. O voo tinha como destino o Aeroporto Internacional de São Paulo, localizado em Guarulhos, no estado de São Paulo. A aeronave colidiu contra a Serra da Cantareira, resultando na perda de nove vidas, incluindo dois tripulantes e sete passageiros. Entre as vítimas estavam todos os membros da banda de rock cômico Mamonas Assassinas, resultando em uma tragédia de grande repercussão em território nacional. Não houve sobreviventes.
A aeronave envolvida no incidente era um Learjet 25D de propriedade da empresa Madri Táxi Aéreo, um serviço de táxi aéreo sediado em Ribeirão Preto. A aeronave estava em conformidade com todas as inspeções e documentações obrigatórias, possuindo, assim, a autorização necessária para realizar seus serviços de acordo com sua finalidade.
O acidente foi categorizado pelo Centro de Investigação e Prevenção de Acidentes (CENIPA) como uma colisão com o solo em voo controlado. Os fatores examinados pelo órgão que contribuíram para a dinâmica do acidente incluem a exaustão dos tripulantes após uma longa jornada de trabalho sem descanso, o temperamento autoritário do piloto em relação à passividade do copiloto, o desencontro de informações entre a aeronave e o solo resultante de uma fraseologia inadequada, o desconhecimento da tripulação em relação à carta aeronáutica do aeroporto de destino e a presença de fatores ambientais e externos que prejudicaram a orientação do piloto, como a baixa densidade demográfica da serra, dificultando a visibilidade, especialmente durante a noite.
O difícil acesso ao local do acidente resultou em atrasos no socorro, que só pôde ser efetivamente realizado na manhã do dia seguinte. Ao chegar no local, constatou-se o óbito de todos os ocupantes da aeronave. Este trágico acontecimento gerou uma intensa comoção popular, levando aproximadamente 100 mil pessoas a participarem do cortejo fúnebre em homenagem aos membros da banda.

## Antecedentes

### Operador
O operador envolvido era a empresa de táxi aéreo denominada Madri Táxi Aéreo Ltda. Na ocasião do incidente, a empresa possuía seu registro aéreo ativo e operacional. Com sede em Ribeirão Preto, a companhia contava com um ano de atuação no mercado na data do ocorrido. O proprietário da empresa, Antônio Nunes Leme Galvão, não foi indiciado, pois a investigação concluiu que o piloto Jorge Martins possuía as devidas habilitações para comandar o Learjet 25D, isentando, assim, o proprietário de responsabilidades.

### Aeronave
A aeronave em questão era um Learjet 25D registrado sob o prefixo PT-LSD, fabricado pela Learjet em 1978. No momento do voo em análise, o avião acumulava 6 123 horas de voo, uma quantidade considerada regular para esse tipo de aeronave. Todas as inspeções obrigatórias estavam em dia, sendo a inspeção anual realizada pelas oficinas da empresa Líder Táxi Aéreo, e a última inspeção feita nos últimos seis meses pela empresa Transamérica Táxi Aéreo, ambas empresas regularmente registradas e autorizadas para esse tipo de serviço. A capacidade da aeronave era de oito passageiros, com uma capacidade mínima para operação de dois tripulantes, totalizando uma capacidade máxima de carga humana de dez pessoas.

### Premonição
No mesmo dia do acidente, antes da decolagem do vôo, um dos integrantes da banda, o tecladista Júlio Rasec, teve uma premonição por intermédio de um sonho, tendo comentado com seu cabeleireiro horas antes de embarcar no avião, Júlio contou que tinha tido um sonho estranho, essa revelação foi gravada por uma câmera de vídeo do próprio cabeleireiro que costumava registrar as visitas realizadas por Júlio em seu estabelecimento, em tom sério e de preocupação, Júlio coça a cabeça em sua nuca e diz:
| “ | Não sei, essa noite eu sonhei com um negócio... Assim, parecia que o avião caía. Não sei. Não sei o que quer dizer isso. | ” |

## Voo
O voo foi realizado pela Madri Táxi Aéreo em diversas etapas, passando por diferentes regiões do país. Os passageiros e a tripulação se mantiveram os mesmos desde o primeiro voo, que decolou em 1 de março de 1996. O acidente ocorreu no dia seguinte, 2 de março; durante esse período de 24 horas, foram realizadas três viagens:
| Mapa Interativo | Voo | Descrição |
| --------------- | --- | --- |
|                 | 1.° | O primeiro voo foi realizado no dia 1 de março de 1996 entre o Aeroporto Hugo Cantergiani em Caxias do Sul (RS), e o Aeroporto Pedro Morganti em Piracicaba (SP). O voo transcorreu sem problemas e a tripulação descansou por uma noite. |
| 2.°             | O segundo voo foi realizado no dia 2 de março de 1996 às 07h10 entre o Aeroporto Pedro Morganti em Piracicaba (SP) e o Aeroporto Internacional de São Paulo-Guarulhos em Guarulhos (SP). O voo transcorreu sem problemas e a tripulação, desde sua chegada, já planejava o seu 3.° voo.                                                  | |
| 3.°             | O terceiro voo foi realizado no dia 2 de março de 1996 às 15h00 entre o Aeroporto Internacional de São Paulo-Guarulhos em Guarulhos (SP) e o Aeroporto Internacional Presidente Juscelino Kubitschek em Brasília (DF). O voo transcorreu sem problemas além de um breve atraso não detalhado em sua decolagem.                           | |
| 4.°             | O quarto voo foi realizado no dia 2 de março de 1996 às 21h58 entre o Aeroporto Internacional Presidente Juscelino Kubitschek em Brasília (DF) e o Aeroporto Internacional de São Paulo em Guarulhos (SP). O voo em questão nunca chegou ao seu destino, pois acabou chocando-se com a Serra da Cantareira antes de pousar em Guarulhos. | |

### Tripulação e passageiros
O voo não alterou sua tripulação e passageiros em nenhum momento da viagem, transportando, durante os quatro voos, as seguintes pessoas:
- Jorge Luiz Germano Martins, 30 anos de idade, piloto experiente, possuía 2 500 horas de voo, sendo 220 horas em aeronaves Learjet;
- Alberto Yoshiumi Takeda, 24 anos de idade, copiloto, possuía 330 horas de voo e era certificado para pilotar neste tipo de aeronave, porém sem vasta experiência;
- Alecsander "Dinho" Alves Leite, 24 anos de idade, vocalista e compositor da banda Mamonas Assassinas;
- Samuel "Samuel Reoli" Reis de Oliveira, 22 anos de idade, baixista da banda;
- Sérgio "Sérgio Reoli" Reis de Oliveira, 26 anos de idade, baterista da banda;
- Alberto "Bento" Hinoto, 25 anos de idade, guitarrista da banda;
- Júlio "Julio Rasec" César Barbosa, 28 anos de idade, tecladista da banda;
- Isaac "Shurelambers" Souto, 28 anos de idade, secretário e assistente da banda;
- Sérgio "Reco" Saturnino Porto, 29 anos de idade,[10] segurança da banda.

## Acidente

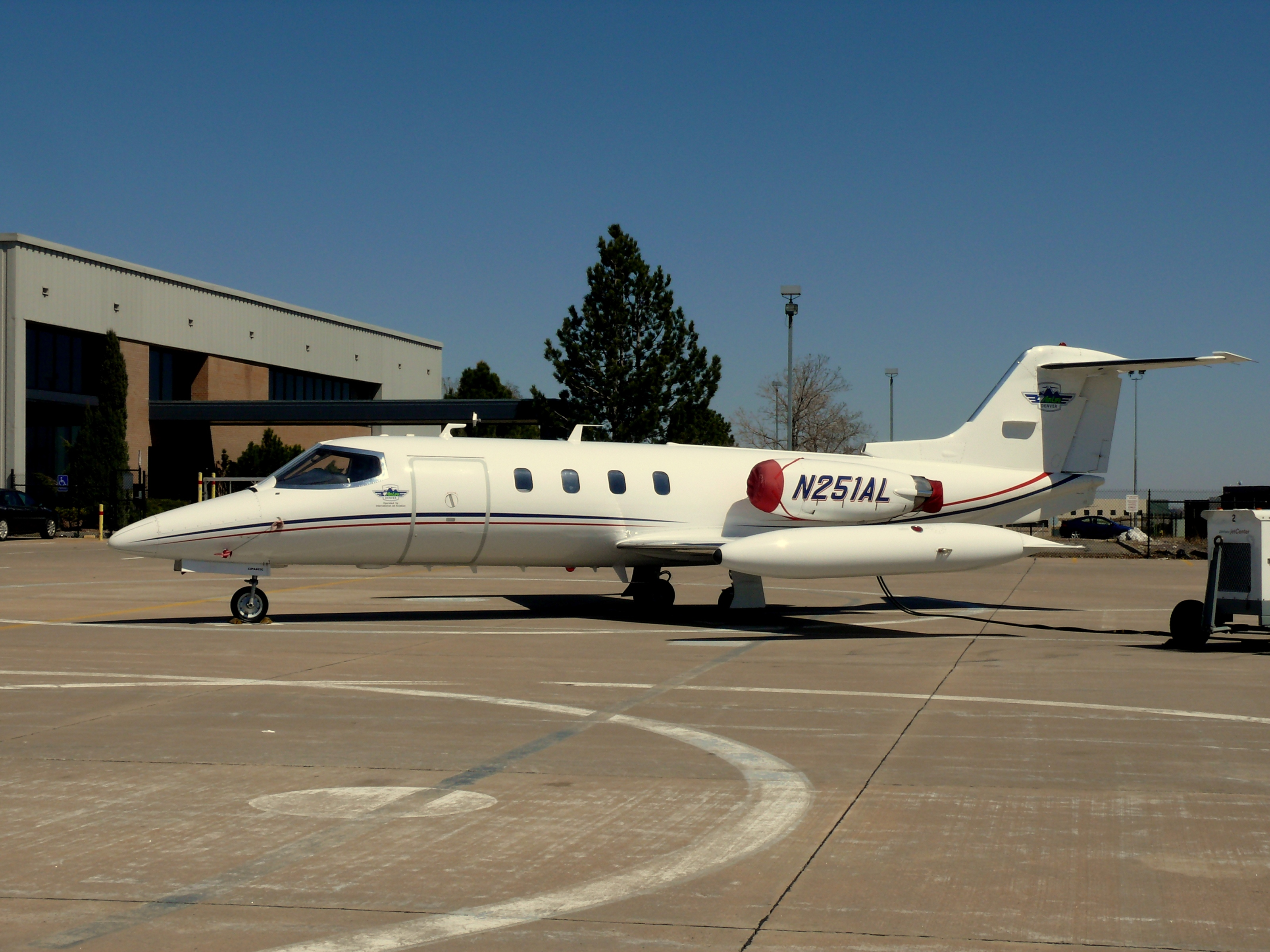
O jato executivo Learjet 25D, similar ao modelo de prefixo PT-LSD, que transportava a banda

### Decolagem e cruzeiro
O voo teve sua decolagem do Aeroporto Internacional Presidente Juscelino Kubitschek (BSB) em Brasília no dia 2 de março de 1996, às 21h58 (BRT). A bordo estavam os dois tripulantes e os outros sete passageiros, além do abastecimento completo da aeronave e de algumas bagagens pertencentes à banda, que, contudo, não representavam um peso significativo para a alteração da aerodinâmica da aeronave.
A maior parte do trajeto transcorreu de forma tranquila, com condições meteorológicas razoavelmente favoráveis até a aproximação com Guarulhos. Nesse ponto, o teto de voo estava estabelecido em 1.800 pés (548,64 metros), com uma visibilidade de dez quilômetros, o que complicou a aproximação da aeronave com a pista. A região da Serra da Cantareira apresenta baixa densidade demográfica, com poucas residências e, consequentemente, pouca iluminação, dificultando ainda mais uma aproximação noturna.

### Aproximação e arremetida

Plano geral do aeroporto de Guarulhos

Com a aproximação complexa em Guarulhos, o voo passou a ser completamente orientado pela equipe de solo na torre de comando do Aeroporto Internacional de São Paulo-Guarulhos (GRU). Nesse contexto, foi determinado o procedimento conhecido como "Charlie 2", que consiste no pouso da aeronave por instrumentos quando a aproximação visual é considerada insegura. A aproximação por instrumentos é uma prática comum, especialmente em situações onde o pouso por aproximação visual apresenta riscos. É importante destacar que tanto o operador da torre de Guarulhos quanto o piloto Jorge Luiz eram certificados pelo Departamento de Aviação Civil para realizar esse tipo de operação.
Em determinado momento da operação, o piloto Jorge Luiz solicitou autorização ao operador para manter a velocidade durante o procedimento, pedido que foi concedido pelo controle da torre. Essa solicitação incomum do piloto sugere a possibilidade de pressa para concluir o pouso, indicando uma possível fadiga. Contudo, a manutenção de uma alta velocidade da aeronave resultou em uma desestabilização durante o momento do pouso.
Percebendo a dificuldade do pouso e a alta aceleração da aeronave, o piloto Jorge Luiz optou por realizar uma manobra de arremetida. As manobras de arremetida são práticas convencionais na aviação, sendo que em muitos aeroportos, elas são executadas para o lado esquerdo da pista a fim de evitar colisões com outras aeronaves. No entanto, em Guarulhos, a carta de aproximação determinava que, em caso de arremetida, o piloto deveria direcionar a aeronave para o lado direito da pista em direção a Bonsucesso, evitando assim retornar à região montanhosa. Algo que não foi observado pelo piloto, que seguiu o procedimento padrão, virando para a esquerda.

### Impacto
Durante a arremetida, ocorreu um desentendimento entre as informações transmitidas pelo piloto e as informações compreendidas pela torre de comando de Guarulhos. O piloto solicitou autorização para curvar à esquerda, o que a torre autorizou, acreditando que a aeronave faria uma curva de 270 graus à esquerda para prosseguir ao setor sul, no lado direito da pista. Na realidade a aeronave prosseguia pelo setor norte, no lado esquerdo da pista. Devido à alta velocidade, seu raio da curva foi maior do que o esperado, resultando na aeronave se aproximando novamente da Serra da Cantareira.
Dessa forma, o controle de voo regional situado no Aeroporto de São Paulo-Congonhas (CGH) percebeu, por meio de seu radar, que a aeronave não havia conseguido realizar o pouso em Guarulhos. Preocupados com a possibilidade de um possível impacto com outros dois aviões comerciais que estavam se aproximando para aterrissar em Guarulhos, solicitaram a transferência do controle do voo local de Guarulhos para o controle de voo regional em Congonhas. Essa solicitação foi prontamente atendida.

Bombeiro procura por objetos e destroços da aeronave

Nesse ponto, o controlador do Aeroporto de Congonhas solicitou informações sobre as condições do voo, ao que o piloto Jorge Luiz respondeu afirmando que estava apto para realizar uma reaproximação visual da pista. Preparando-se para retornar ao aeroporto, o piloto recebeu a instrução do controlador de Congonhas para continuar em frente e aguardar o pouso das demais aeronaves que estavam se aproximando para aterrissar em Guarulhos. O controlador acreditava, erroneamente, que o Learjet havia executado a curva padrão à direita, direcionando-se assim em direção a Bonsucesso, e não para a região da Serra da Cantareira.
Devido à sua altitude significativamente baixa e mantendo sua trajetória em direção à Serra da Cantareira, a aeronave colidiu com um dos morros às 23h16, atingindo uma altitude de 3 300 pés (1 006 metros). Pouco depois do desaparecimento das informações do Learjet do radar, o controlador de Congonhas solicitou atualizações sobre o status da aeronave, mas não obteve resposta do Learjet, que acabara de se chocar com a Serra da Cantareira.

Militares do Exército Brasileiro retirando os corpos do local do acidente

### Resgate
Imediatamente após o controlador de Congonhas perceber que algo não estava correto, solicitou ao Varig 854 que tentasse estabelecer contato com o Learjet PT-LSD, na esperança de que o erro na comunicação tivesse ocorrido entre Congonhas e a aeronave em questão. Após o piloto do Varig 854 não receber resposta, o operador de Congonhas informou a situação de emergência às autoridades locais.
O piloto do Varig 854 também comunicou ao operador que, durante sua aproximação, conseguiu observar uma nuvem densa e escura de fumaça na região da Serra da Cantareira, intensificando a preocupação do controlador. Algumas horas após a colisão, as equipes de resgate dos bombeiros conseguiram alcançar o local do acidente, que se encontrava em um ponto de difícil acesso na Serra da Cantareira. Lamentavelmente, todos os ocupantes da aeronave foram encontrados sem vida.

## Investigações
As investigações foram realizadas pela Agência Nacional de Aviação Civil e pelo Centro de Investigação e Prevenção de Acidentes Aeronáuticos. As investigações levaram em consideração o plano de voo, as gravações feitas das conversas entre os controladores e o piloto do Learjet e os relatórios de manutenção disponibilizados pela própria empresa. Assim após alguns meses de investigações chegaram a um relatório conclusivo. O relatório oficial foi realizado pelo CENIPA no dia 28 de maio de 1996 que concluiu que o acidente ocorreu pela colisão com o solo em voo controlado devido a diversas circunstâncias.
Em um primeiro momento, foi levantado o passado dos pilotos na aviação. Nestas pesquisas foi revelado que o piloto, mesmo experiente, já sofrera um incidente anteriormente em reflexo de sua desatenção, no ano de 1991. Durante um voo com destino à Rondonópolis a bordo de um King Air, ele esqueceu-se de abrir o trem de pouso e acabou colidindo com o solo. No acidente em questão não houve vítimas, porém a aeronave ficou danificada. Já o copiloto tinha pouca experiência, mantendo assim um comportamento retraído e com pouco auxílio ao piloto. A viúva do piloto saiu em defesa do mesmo, afirmando que a causa principal do acidente foi a prioridade indevida dada aos Boeings e que seu ex-marido era "uma pessoa de muito bom senso e criteriosa".
A empresa Madri Táxi Aéreo também foi investigada. A aeronave em questão estava em dia com suas documentações e os pilotos eram habilitados para realização do voo, mesmo não experientes. O seguro da aeronave estava vencido há 8 meses por inadimplência, evidenciando assim um possível problema financeiro envolvendo a empresa. A inspeção da aeronave estava em dia, mesmo sendo considerado pela mídia da época como um volume pouco corriqueiro (uma inspeção por ano). Também foi levantado que a empresa não possuía uma equipe específica para lidar com a segurança de voo, bem como não participava de órgãos e sindicatos relacionados a categoria, o que na época era recomendado, mas não obrigatório.

### Circunstâncias verificadas
Diversos aspectos foram levantados pelo CENIPA após a avaliação minuciosa dos fatos. Os aspectos foram divididos em 4 categorias: aspectos fisiológicos, aspectos psicológicos, aspectos operacionais e aspectos externos. Entre os aspectos fisiológicos apresentados pela investigação, destacam-se os indícios de exaustão da tripulação, relacionada a alta carga horária de trinta e seis horas sem descanso adequado. Esta exaustão pode ter acarretado em uma pressa para realizar o pouso e consequentemente a falta de atenção e erros primordiais.
Entre os aspectos psicológicos apresentados pela investigação, relatou-se o temperamento persistente do comandante em busca da preservação da sua autoimagem, o que gerou um excesso de confiança e, em conjunto com o cansaço, acabou por auxiliar em falhas. Outro aspecto foi a falta de auxílio prestada pelo copiloto ao comandante, o que evidencia um comportamento retraído, provavelmente agravado pelo temperamento do piloto. Aspectos estes agravados pela fadiga física e de estresse situacional.
Entre os aspectos operacionais apresentados pela investigação, foram catalisadores do incidente cinco principais motivos: as deficiências na aplicação do treinamento dos tripulantes acabaram por gerar uma imperícia, principalmente em relação a momentos que necessitavam de pronta resposta; a pouca experiência de voo do copiloto contribuiu por meio de um deficiente assessoramento e de sua inadequada fraseologia; a inexistência de uma equipe especializada na segurança do voo prejudicou o assessoramento dos tripulantes antes e durante o voo; a não configuração da aeronave para as fases de aproximação e de pouso, assim tratando como secundárias algumas ações essenciais, denotam que a coordenação de cabine não estava à altura das exigências de desempenho de voo; e falhas de planejamento, primeiro na descida, indicada pela aproximação perdida, e depois para a fase em voo visual, indicada pelas falhas após a arremetida .
Nas investigações do CENIPA também foi constatado que enquanto permaneceu na perna do vento, o PT-LSD desceu de 4.400 para 3.100 pés. O ALTITUDE ALERT, equipamento de alerta de altitude estava selecionado para 4.000 pés. Se foi selecionado é porque os tripulantes acreditavam que estava funcionando e sabiam da altura a ser mantida no tráfego. Por qual motivo não reagiram adequadamente ao sinal de alerta, não pode ser verificado. Essa falha pode ser imputada a uma falha do equipamento, ou a algum desvio de atenção (mais provável) por parte dos tripulantes.
Entre os aspectos do meio ambiente e externos, evidenciou-se um fator de meio ambiente: a região de serra sobrevoada pela aeronave apresentava circunstâncias geográficas e ambientais limitadoras de visibilidade, porquanto trata-se de área de baixa densidade demográfica, quase sem iluminação, em uma noite escura e com cobertura de nuvens. O fator externo encontrado foi a probabilidade da presença de um dos passageiros, entre os pilotos, na cabine. Isto pode ter provocado o crescente número de falhas e discrepâncias observadas, ao desviar a atenção dos tripulantes em momentos essenciais do voo.

### Divulgação do diálogo gravado entre torre e piloto
Em 2014, o diálogo dos momentos finais do voo foi divulgado através de um programa de televisão para o público em geral. O áudio divulgado revela uma deficiência na comunicação decorrente do controlador de voo que não conseguiu transmitir com clareza as informações para o piloto da aeronave. A falha na comunicação revelou que, cinco minutos após o primeiro contato a 40 quilômetros da pista, o controlador da torre de Guarulhos solicitou ao co-piloto sua posição, que foi respondida com a informação de que a aeronave estava a 180 graus, quando na realidade estava na posição de 170 graus.
Ao tentar corrigir a rota com a informação equivocada recebida pelo co-piloto, o controlador ordenou um aumento de 10 graus. Logo após, solicitou informações sobre a velocidade do vento, cuja resposta obtida pelo co-piloto era de 400 quilômetros por hora, mais uma informação incompatível com a realidade apresentada pelas investigações, o que poderia ser oriundo de uma falha no equipamento da aeronave. Prontamente, após observar a possível falha, o co-piloto informou à torre o possível erro nas informações transmitidas pelos equipamentos de bordo, afirmando que não era possível informar com certeza a velocidade da aeronave e do vento.
Após o desencontro das informações, a comunicação foi estabelecida com outro controlador de voo, que ao receber a informação dos tripulantes de que realizariam uma curva à esquerda, não corrigiu prontamente a instrução, mas ordenou que realizassem uma curva à direita e seguissem a perna do vento, o que pode ter contribuído para o acidente devido à falta de informações confiáveis dos equipamentos de voo.

## Repercussão

### Cobertura midiática e comoção popular
Imediatamente após a confirmação do acidente envolvendo a banda, jornais de todo o país iniciaram a divulgação de notícias sobre o evento. As buscas entre os destroços foram registradas em fotografias e transmitidas pela televisão, incluindo o processo de localização e remoção dos corpos ainda no local do acidente. Essa intensa cobertura midiática acabou por dificultar a preservação da privacidade dos cadáveres mutilados, resultando em sua divulgação inapropriada por algumas mídias.
Diversas emissoras de televisão alteraram suas grades de programação para destacar as notícias relacionadas ao acidente, além de realizar homenagens aos artistas e cobrir o velório e cortejo fúnebre. Mesmo antes da condução de uma perícia oficial pelo CENIPA, algumas mídias começaram a especular sobre as possíveis causas do acidente, intensificando a cobertura midiática em torno da investigação.
O impacto do acidente reverberou internacionalmente, despertando sentimentos de pesar e solidariedade em diversas partes do mundo. Jornais em Portugal também lamentaram a morte dos artistas, que estavam programados para realizar uma turnê pelo país nos dias seguintes à tragédia.
Em sinal de luto, algumas escolas em Guarulhos e região optaram por suspender as aulas devido à intensa comoção popular em torno do caso e a ausência de alunos, que optaram por não comparecer às aulas para prestar homenagens ao grupo. O velório dos membros da banda ocorreu em 4 de março de 1996 no Ginásio Municipal Paschoal Thomeu, localizado na cidade de Guarulhos. Mesmo antes da chegada dos corpos ao ginásio, aproximadamente 30 mil pessoas já aguardavam no local. Ao todo, cerca de 65 mil pessoas participaram do velório, evidenciando a magnitude da comoção.
O cortejo fúnebre foi acompanhado presencialmente por mais de 100 mil pessoas. Na chegada ao Cemitério Parque das Primaveras, aproximadamente 500 pessoas, entre amigos e familiares, participaram do sepultamento dos membros da banda. Com a solicitação da família para manter a cerimônia de enterro restrita, a Polícia Militar evitou a invasão de fãs ao cemitério, resultando em um breve tumulto entre a multidão que tentava acompanhar a cerimônia de perto. No local, cerca de 31 pessoas desmaiaram devido à situação tumultuada.

### Consequências para a aviação
Com base no ocorrido, o CENIPA direcionou recomendações a diversos envolvidos direta ou indiretamente no incidente (incluindo outras empresas aéreas similares à Madri Táxi Aéreo), buscando evitar novos problemas em decorrência dos mesmos fatores que contribuíram para a queda da aeronave.
As empresas de táxi aéreo e aviação civil receberam as seguintes recomendações: realizar o planejamento de seus voos considerando as limitações físicas de suas tripulações, além da aplicação de uma correta higiene do trabalho; elaborar e implantar um programa de treinamento para todos tripulantes envolvidos em exercícios práticos, destinado a assegurar a seus tripulantes um alto nível de operacionalidade e segurança de voo; elaborar e aplicar um programa de prevenção de acidentes aeronáuticos; incluir, em seu quadro de funcionários, profissional credenciado pelo CENIPA, tais como agentes de segurança de voo; considerar o fiel cumprimento dos regulamentos aeronáuticos, atentando para as restrições técnicas e operacionais dos mesmos, visando obter uma efetiva segurança de voo, assim como uma plena operacionalidade em suas atividades aéreas; assegurar a obrigatoriedade da realização de briefings aos seus passageiros, orientando-os para os riscos de suas interferências na operação dos tripulantes e determinar que suas tripulações assegurem-se de que, antes da decolagem, todos os passageiros sejam instruídos sobre os procedimentos de emergência.
Já o Serviço Regional de Aviação Civil do Estado de São Paulo recebeu a recomendação de realizar visita técnica e de Segurança de Voo à Empresa Madri Táxi Aéreo, e estender a recomendação à outras empresas com serviços relacionados. Para a Diretoria de Eletrônica e Proteção ao Voo foi recomendado a revisar a fraseologia padrão, elaborando um manual, em português e inglês, visando a garantir um referencial mais abrangente para a comunicação entre aeronaves e órgãos de tráfego aéreo.
Outras cinco recomendações foram para o Departamento de Aviação Civil: estudar a adoção de mecanismos que comprovem o cumprimento do descanso obrigatório e adequado dos tripulantes em relação à sua carga horária; juntamente com o CENIPA, realizar estudo visando ampliar quantitativamente a formação do pessoal técnico especializado em segurança de voo; ampliar a abrangência dos itens de gravador de voz na cabine e gravadores de dados de voo, respectivamente de forma que as atuais exigências passem a abranger também as aeronaves que operem comercialmente transportando seis ou mais passageiros; antecipar a exigência para a obrigatoriedade de instalação de gravador de voz na cabine de aeronaves do gênero e ampliar a abrangência do Sistema de alarme de proximidade do solo, seja estendido, de forma que a atual exigência deste equipamento passe a abranger também as aeronaves que operem comercialmente transportando seis ou mais passageiros; e incluir no programa de treinamento a obrigatoriedade do conhecimento dos conceitos de gerenciamento de recursos de cabine de comando.